# Spomenik padlim pomorščakom 1941–1945
Spomenik padlim pomorščakom stoji v središču Portoroža, na Trgu prekomorskih brigad, na platoju med cesto Lucija–Portorož–Piran in pristanom oz. pomolom.
Spomenik je posvečen padlim borcem prekomorskih brigad NOVJ.

## Opis
Osrednji del spomenika predstavlja fontana z vodometom, ki simbolizira kompas, zato so na njej označene strani neba. Glede na približni geografski položaj so na njem zapisani kraji (povečini nekdanjih taborišč za vojne ujetnike in izseljence), ali lokacije, iz katerih so tudi slovenski borci - prekomorci odzvali pozivom za osvoboditev domovine (tedanje Jugoslavije).
Ob okrogli ploščadi z vodometom so še kamnit kvader s posvetilom, podstavek za govornika in nosilci za zastave.

## Zgodovina
Spomenik je delo kiparja Janeza Lenassija (1927–2008) in je bil v uporabo predan leta 1977.